# Common Ground (película)
Common Ground es una película para televisión del 2000 dirigida por Donna Deitch y escrita por Paul Vogel, Terrence McNally y Harvey Fierstein. Es protagonizada por Brittany Murphy, Jason Priestley, Steven Weber, Jonathan Taylor Thomas, Edward Asner y James LeGros. La película contiene tres cortas historias sobre americanos homosexuales durante diferentes períodos de tiempo en una ciudad ficcional de Homer, Connecticut, y sus esfuerzos en encontrar un "terreno común" o respeto de la mayoría de los heterosexuales.

## Trama

### "Un Amigo de Dorothy"
En la década de 1950, Dorothy Nelson (Murphy) se une a la Marina de los EE. UU. donde conoce los Amigos de Dorothy, un nombre código para un grupo de marineros homosexuales y lesbianas. Nelson conoce a Billy (Priestley), quien la lleva a una discoteca que tolera a los gais. Sin embargo, NCIS reda la discoteca, y Nelson está entre los miembros de servicio que reciben una aprobación de la Sección 8 por "perversión sexual". Volviendo a Homer, ella trata de reiniciar su vida como una maestra de escuela pública, pero su despido de la Sección 8 le impide conseguir un empleo. 
Cuando su homosexualidad se hace pública, su madre la expulsa de la casa, obligándola a buscar refugio en una tienda de un amigo de la familia. Sin embargo, los ciudadanos de la ciudad desaprueban este arreglo, y Nelson queda sin hogar. Una mujer de mente abierta llamada Janet (Shaver) en el restaurante local la defienda contra el acoso verbal y le da consejos a Nelson de ir a Greenwich Village, el único lugar donde quizás pueda ser ella misma.

### "Sr. Roberts"
La segunda historia se lleva a la ciudad de Homer en la década de 1970, hacia el final de la guerra de Vietnam. Hay un profesor de escuela secundaria, el Sr. Roberts (Weber), tiene un estudiante llamado Tobias, con sobrenombre Toby, (Taylor Thomas) que está a punto de salir del armario, y quien espera confiar en él. Roberts debe mantener su homosexualidad en un secreto por temor de perder su trabajo, pero su novio lo apresura a dejar un buen ejemplo para los estudiantes en ilustrar la importancia de la tolerancia y la justicia. Tobias visita a una prostituta por el consejo de su entrenador de natación, con la idea que ella pueda ayudarlo en "convertirlo en un hombre," pero en su lugar le da un buen consejo de ser él mismo.
Después de que Tobias es asaltado sexualmente por matones y es descubierto por Roberts, Roberts luego le dice a sus estudiantes sobre su homosexualidad y les da la lección del odio motivado por el prejuicio. Tobias se gradúa de la escuela secundaria y deja a Homer para asistir a una universidad en la gran ciudad.

### "Amos y Andy"
La corta historia final toma lugar en la actualidad (2000), cuando un padre y la gente del pueblo tienen que llegar a un acuerdo con el hecho de que dos hombres se casarán durante una ceremonia de compromiso que se hará en la ciudad. El padre está planeando hacer una marcha de protesta contra la boda, mientras que su hijo, Amos (James Le Gros), está nervioso de casarse e ir contra el estereotipo cultural de los hombres homosexuales. La película termina con una nota positiva, con el padre y el hijo reconciliándose y teniendo la boda como se había planeado.

## Elenco
- Edward Asner como Ira.
- Beau Bridges como Padre Leon.
- Harvey Fierstein como Don.
- Erik Knudsen como Joven Johnny Burroughs.
- James LeGros como Amos.
- Brittany Murphy como Dorothy Nelson.
- Jason Priestley como Billy.
- Helen Shaver como Janet.
- Eric Stoltz como Johnny Burroughs.
- Jonathan Taylor Thomas como Tobias.
- Steven Weber como Gil Roberts.